# Robert Schad

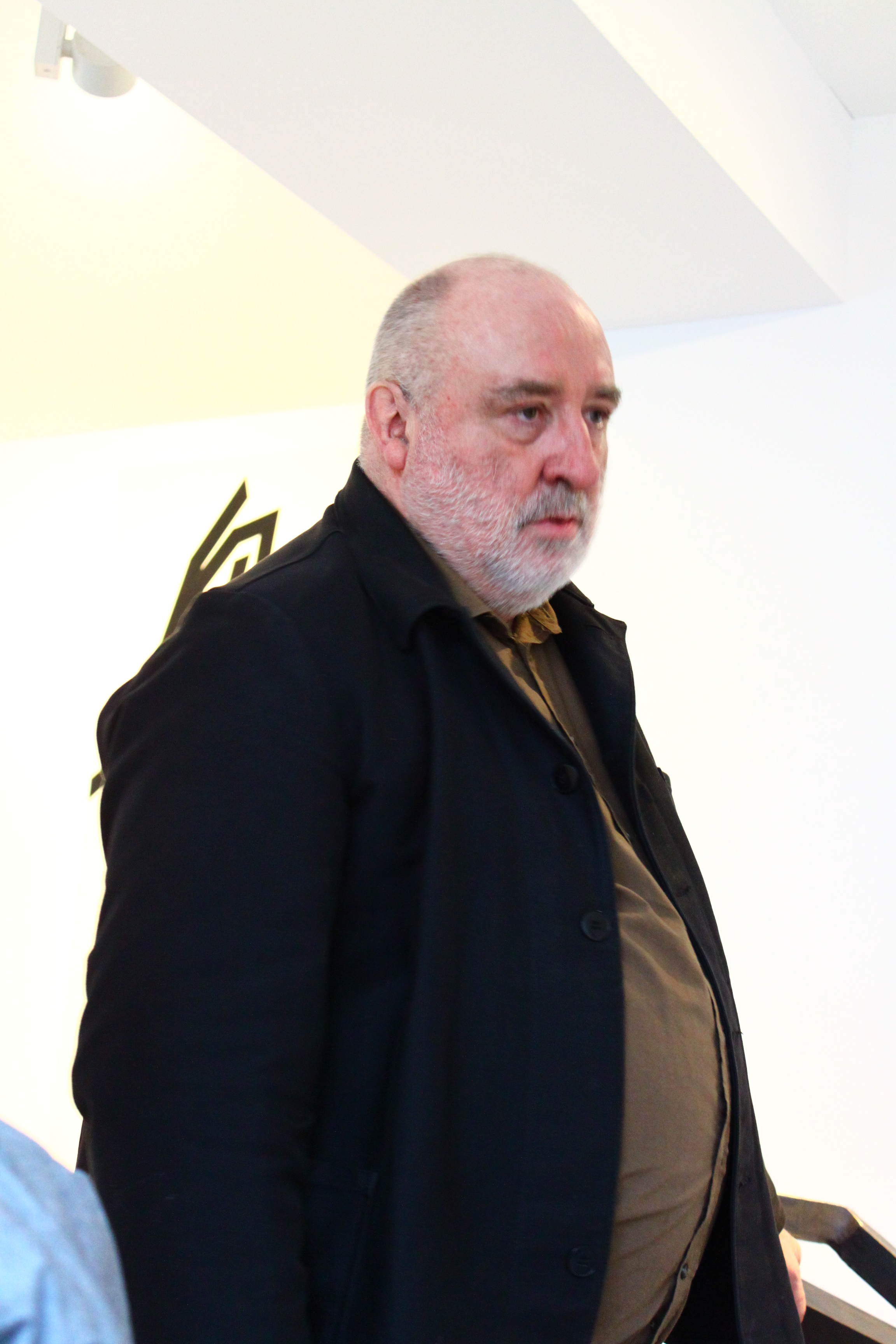
Robert Schad, 2016

Robert Schad (* 1953 in Ravensburg) ist ein deutscher Stahlbildhauer.

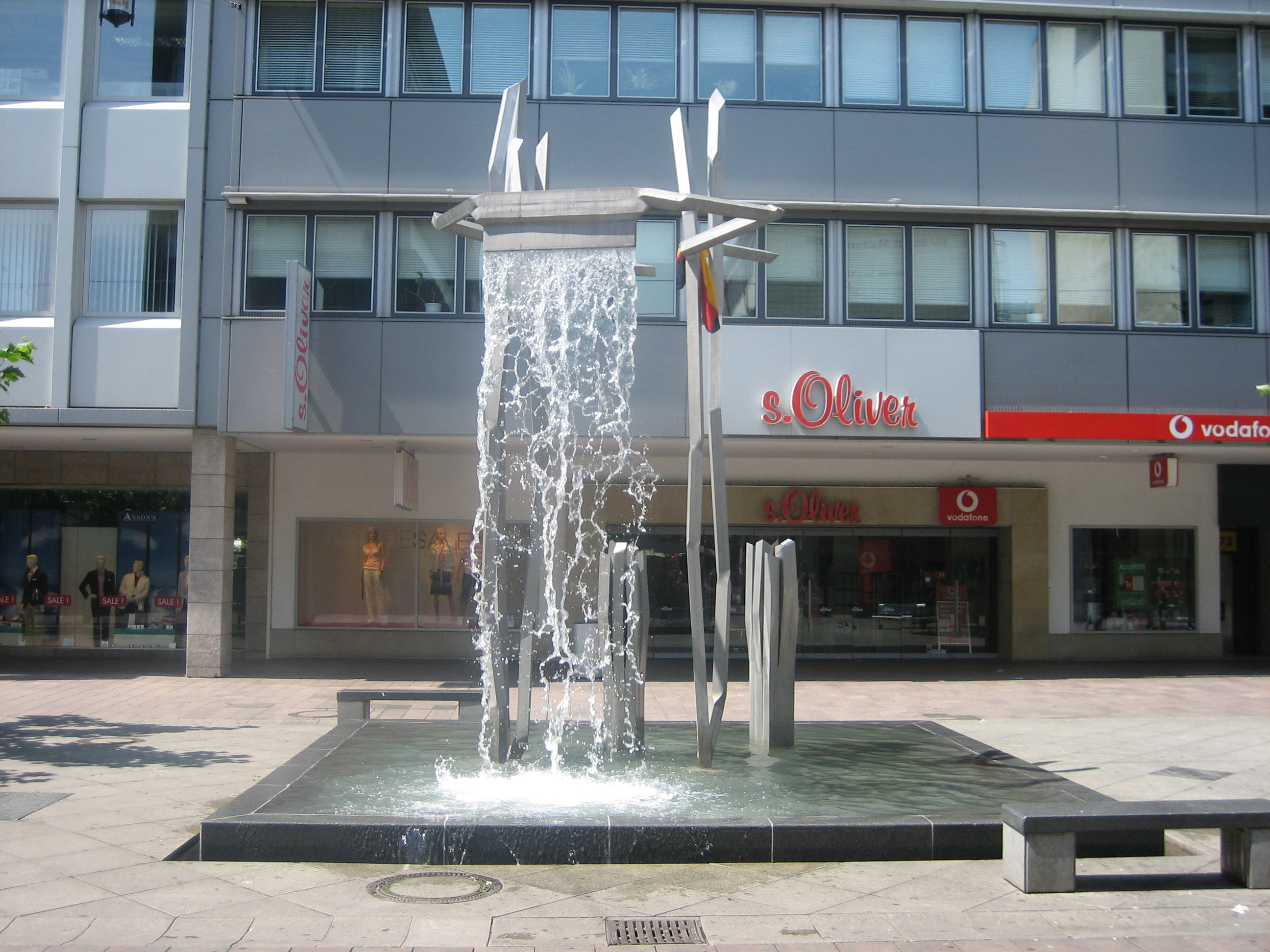
Brunnenanlage „Saarbrücker Wasser“, des Stahlbildhauers Robert Schad, 1997, Bahnhofstraße in St. Johann (Saar)

## Leben
In den Jahren 1974–80 studierte Robert Schad an der Akademie der Bildenden Künste Karlsruhe bei Albrecht von Hancke und Wilhelm Loth. Bereits 1980 erhielt er sein erstes Stipendium für einen Arbeitsaufenthalt in Porto/Portugal, weitere Stipendien folgten: 1984
Kunststiftung Baden-Württemberg, 1987 Stiftung Kunstfonds, Bonn, 1988 (Cité Internationale des Arts, Paris) und 1989–90 (Wilhelm-Lehmbruck-Stipendium der Stadt Duisburg).
Zu den zahlreichen Auszeichnungen, die Schad erhielt, zählen u. a. der Preis für Zeichnung der III. Biennale für zeitgenössische Kunst, Vila Nova de Cerveira/Portugal, (1982), der XXV. Internationale Preis für Zeichnung Joan Miró, Barcelona/Spanien, (1986) sowie der Große Preis der II. Internationalen Biennale für Bildhauerei in Obidos/Portugal (1989–90).
1989–90 hatte Schad eine Gastprofessur an der Staatlichen Akademie der Bildenden Künste Stuttgart inne. Seit 2000 lebt und arbeitet Robert Schad in Larians-et-Munans im Département Haute-Saône in Frankreich sowie in Chamosinhos in Portugal. 2004 eröffnete er in Larians seinen eigenen Skulpturenpark.
Robert Schad ist Mitglied im Deutschen Künstlerbund.
Er ist seit 1980 mit der Musikerin Erika Stauss verheiratet.

### Einzelausstellungen (Auswahl)
- 2001: Museum für Neue Kunst, Freiburg im Breisgau
- 2010: Robert Schad. Der Linie lang, Mönchehaus Museum Goslar[3]
- 2012: Skulpturenpark Heidelberg[4]
- 2014: Große Einzelausstellung von Robert Schad in der Villa Wessel in Iserlohn
- 2019: Robert Schad erhält den Iserlohner Kunstpreis 2019!

## Werk
Schads Stahlskulpturen erinnern trotz der Kälte, der Härte und des Gewichts ihres Materials an etwas Pflanzliches. Stahlstreben aus massivem Vierkantstahl, an den Ecken gelenkartig verschweißt, wachsen grazil, geradezu tänzerisch in die Höhe. Fast meint man, die Momentaufnahme einer flüchtigen Bewegung vor sich zu haben. Dass Robert Schad auch mit Tänzern und Choreographen zusammenarbeitet und Videofilme dreht, überrascht daher nicht. Ambivalenzen in den Kontraste wie „tonnenschwer – tänzerisch leicht“, „stahlhart – vegetabil“ oder „Starre – Dynamik“ sind wiederkehrende Themen in seinen Arbeiten. Seine skulpturalen „Zeichnungen“ und Gesten erreichen dabei nicht selten die Höhe ausgewachsener Bäume oder von Gebäuden.

### Skulpturen im öffentlichen Raum (Auswahl)
- 1980/82: Universität Karlsruhe (im Auftrag des Forschungszentrums Karlsruhe)
- 1985: Gerüst für FR, 12 m hohe Skulptur im Treppenhaus des Museums für Neue Kunst, Freiburg im Breisgau, erste monumentale Stahlskulptur
- 1986: III-IV/86, Teil des Skulpturenwegs Kunstwegen, Nordhorn
- 1986: Stuttgarter Weg, 136 m lange Installation im Verbindungstunnel zwischen Abgeordnetenhaus und Landtag, Stuttgart
- 1992: Brunnen Caide, Marienplatz, Ravensburg
- 1992: Im (weiten) Sinn, Deutsche Botschaft Moskau
- 1992: Thulo Doka, Deutsche Botschaft Kathmandu
- 1993: Eisenspiel für Mannheim, Skulpturenmeile Mannheim
- 1996: Tri Vole, Skulpturenweg Emmendingen
- 1997: Brunnenanlage „Saarbrücker Wasser“, Saarbrücken (St. Johann)[5]
- 1998: Romari, Präsident-Kennedy-Platz, Bremen
- 2001: Courante, 10 m hoch, Innenhof des Bundesministeriums der Finanzen, Berlin
- 2001: Karlsruher Linie, Landratsamt Karlsruhe
- 2002: Nirme, Stadtgarten Weingarten
- 2003: Escrit, kunst:raum sylt quelle, Sylt-Rantum
- 2004: Merlak, Skulpturenmuseum Glaskasten, Marl; Universität Regensburg
- 2005: Enfine, Skulpturenpark des Ludwig Museums Koblenz
- 2006: „Regensburger Linie“, Ostbayerische Technische Hochschule Regensburg
- 2007: Kruzifix, 34 m hoch, auf dem Pilgerplatz des Santuário de Fátima/Portugal
- 2008: Im Wind, 15 m hoch, Straße der Skulpturen (St. Wendel)
- 2008: ZIBONIKE, Spitalplatz, Göppingen[6]
- 2009: Berger Winde, Berg (Schussental)
- 2009: Larag, Skulpturen-Rundgang Schorndorf
- 2011: Dyrill, Maulbronn[7]
- 2012: Der Linie lang, Schwarzwald-Baar-Klinikum, Villingen-Schwenningen
- 2015: Moritz und das tanzende Bild vor dem Kulturforum in Hanau
- 2019: Malog, Tiefenthal (Pfalz)
- 2021: Die Spur, Universitätsklinikum Freiburg[8]
- 2023: Der Schrei, Hochschule für Polizei, Biberach an der Riß[9]

### Fotos (Auswahl)

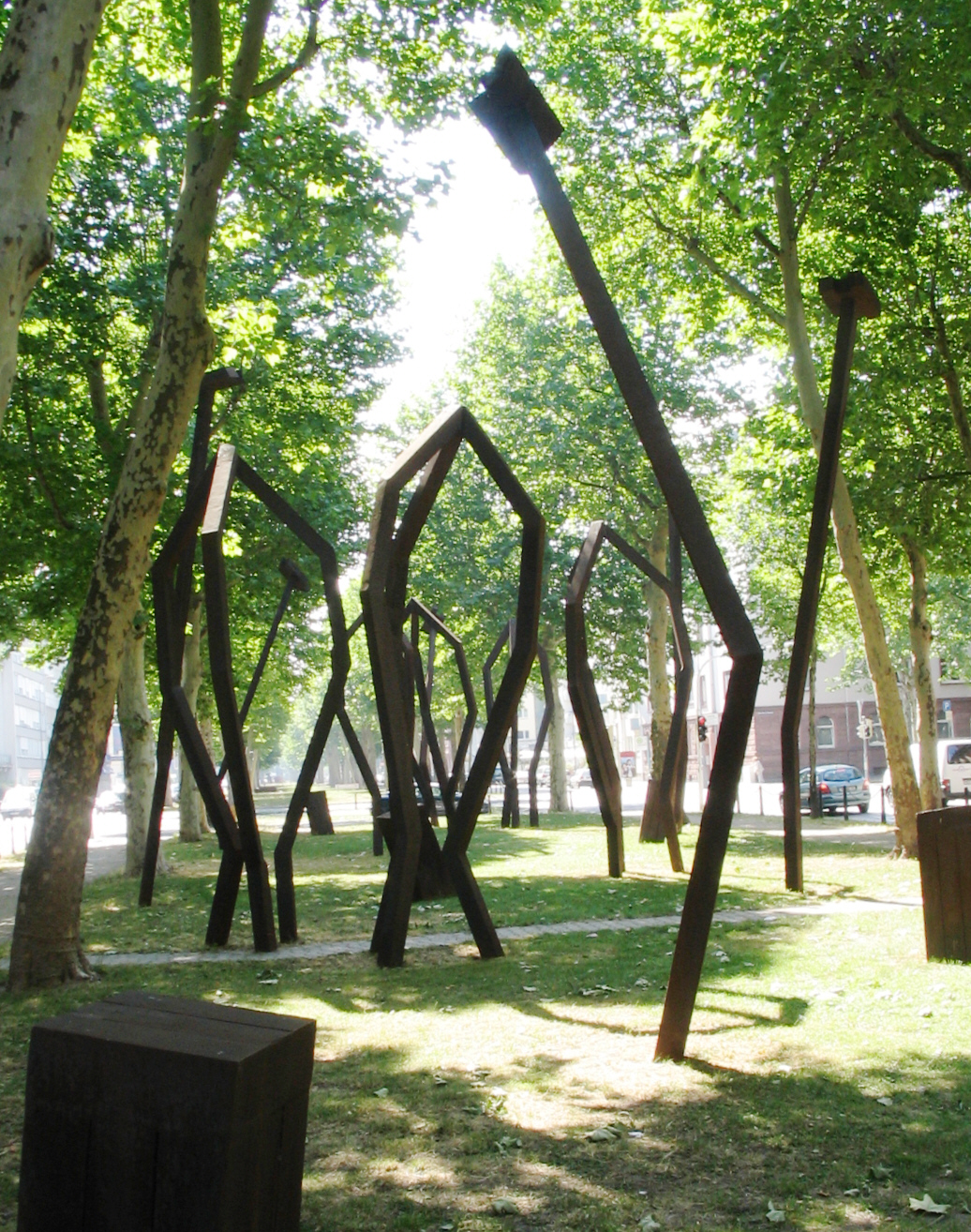
Eisenspiel für Mannheim (1993), Skulpturenpark Augustaanlage, Mannheim
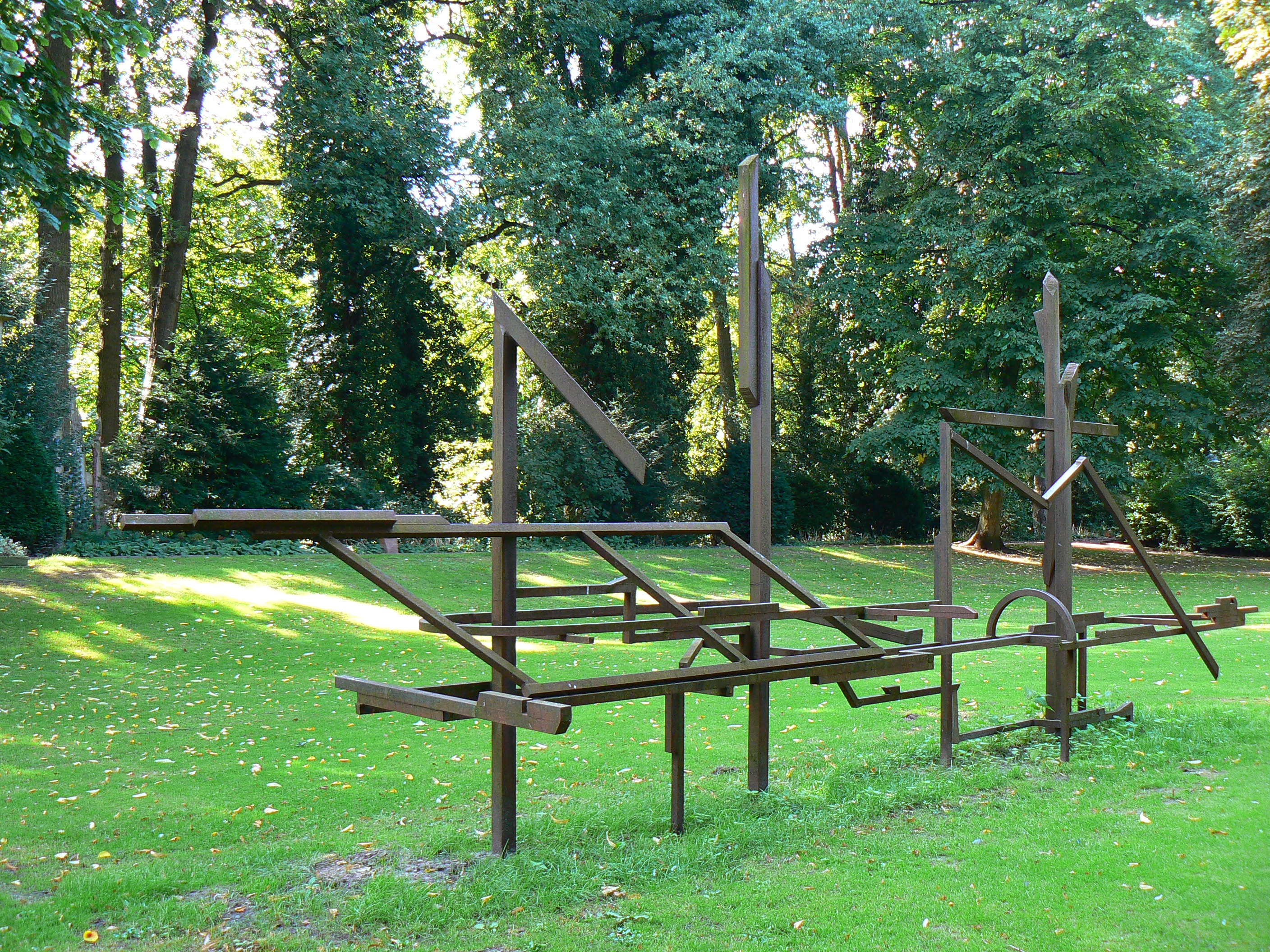
III-IV/86 (1986). Skulpturenweg Kunstwegen, Nordhorn
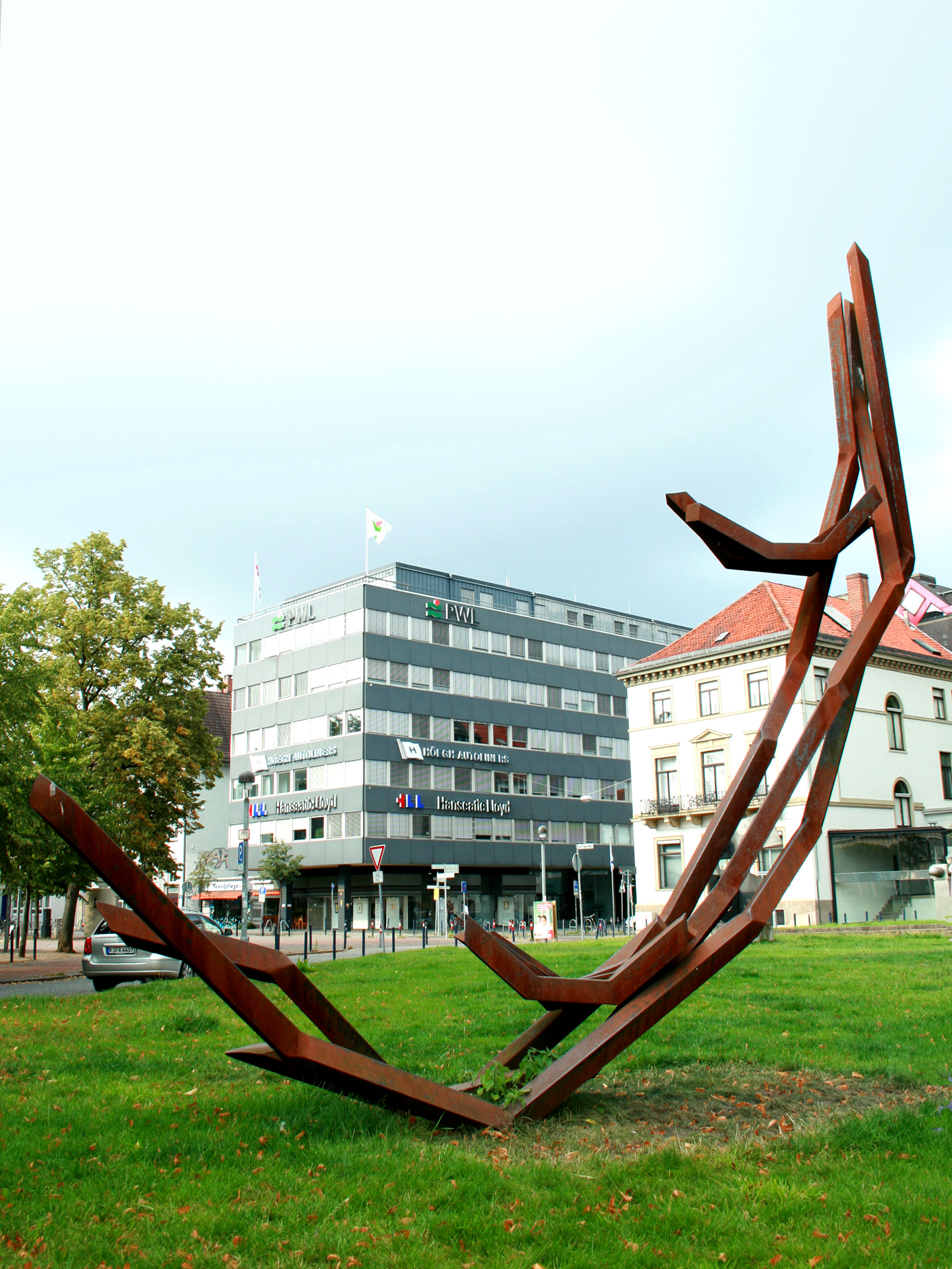
Romari (1998). Präsident-Kennedy-Platz, Bremen
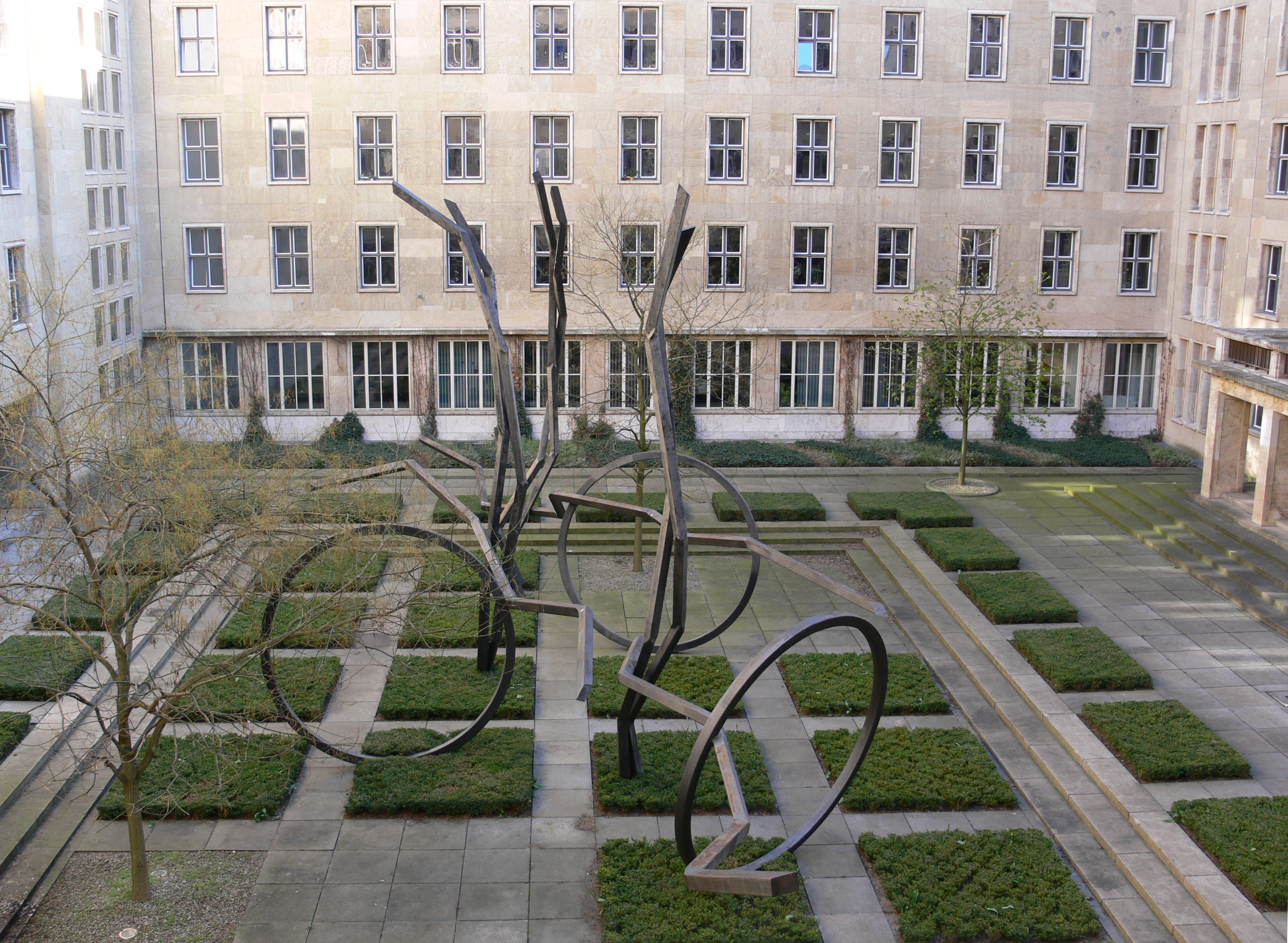
Courante (2001). Bundesministerium der Finanzen, Berlin
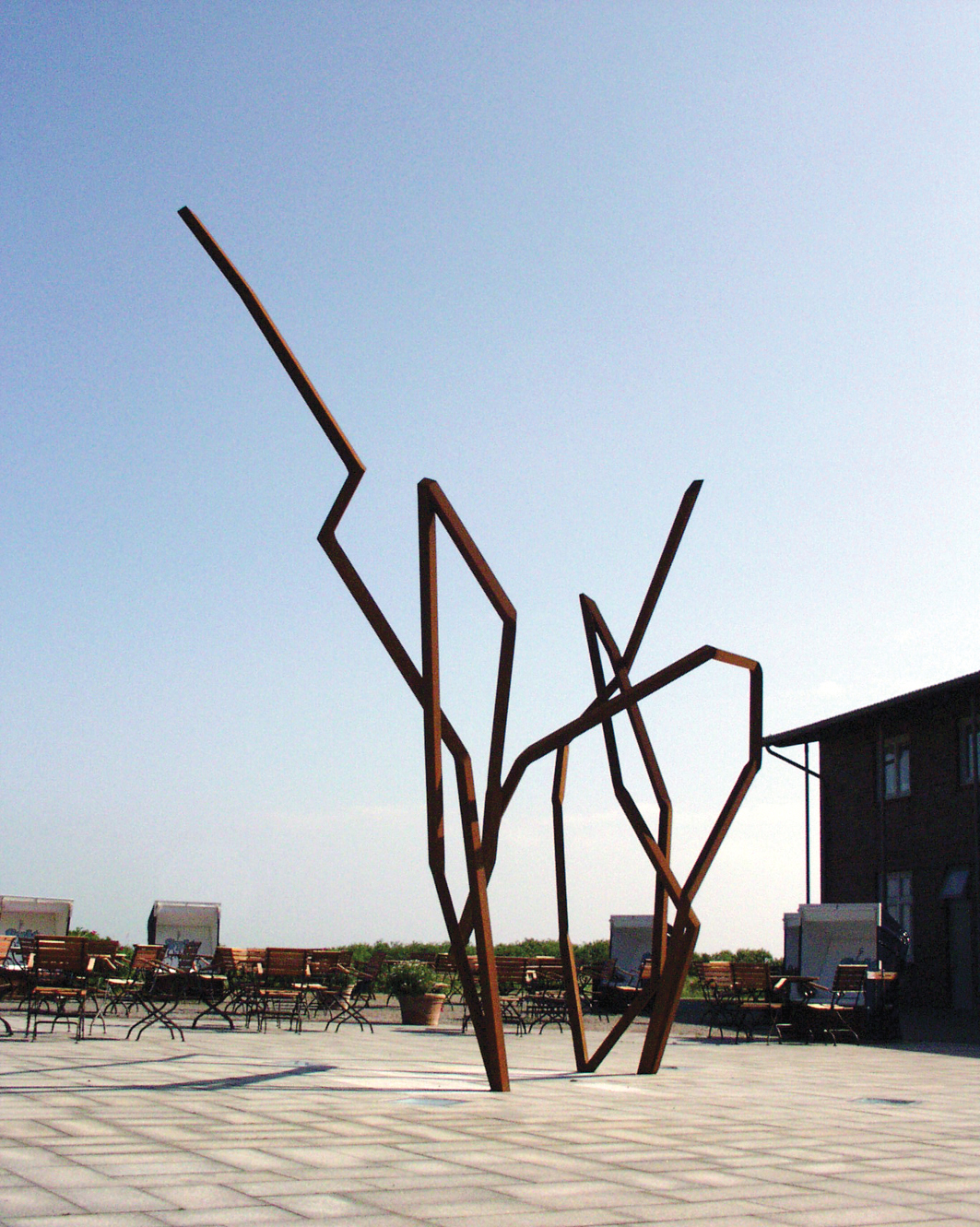
Escrit (2003). kunst:raum sylt quelle, Rantum
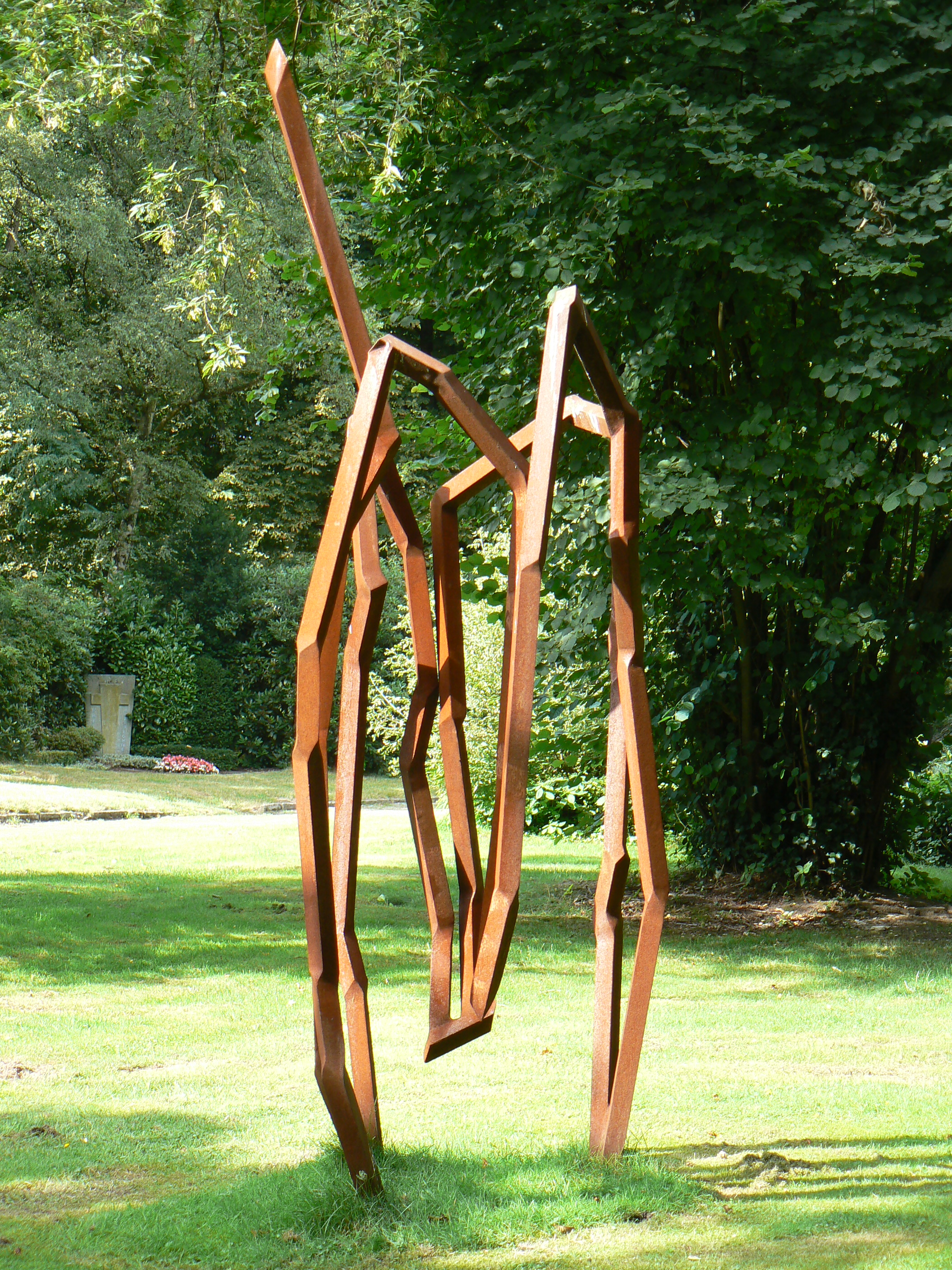
Merlak (2004). Skulpturenmuseum Glaskasten, Marl
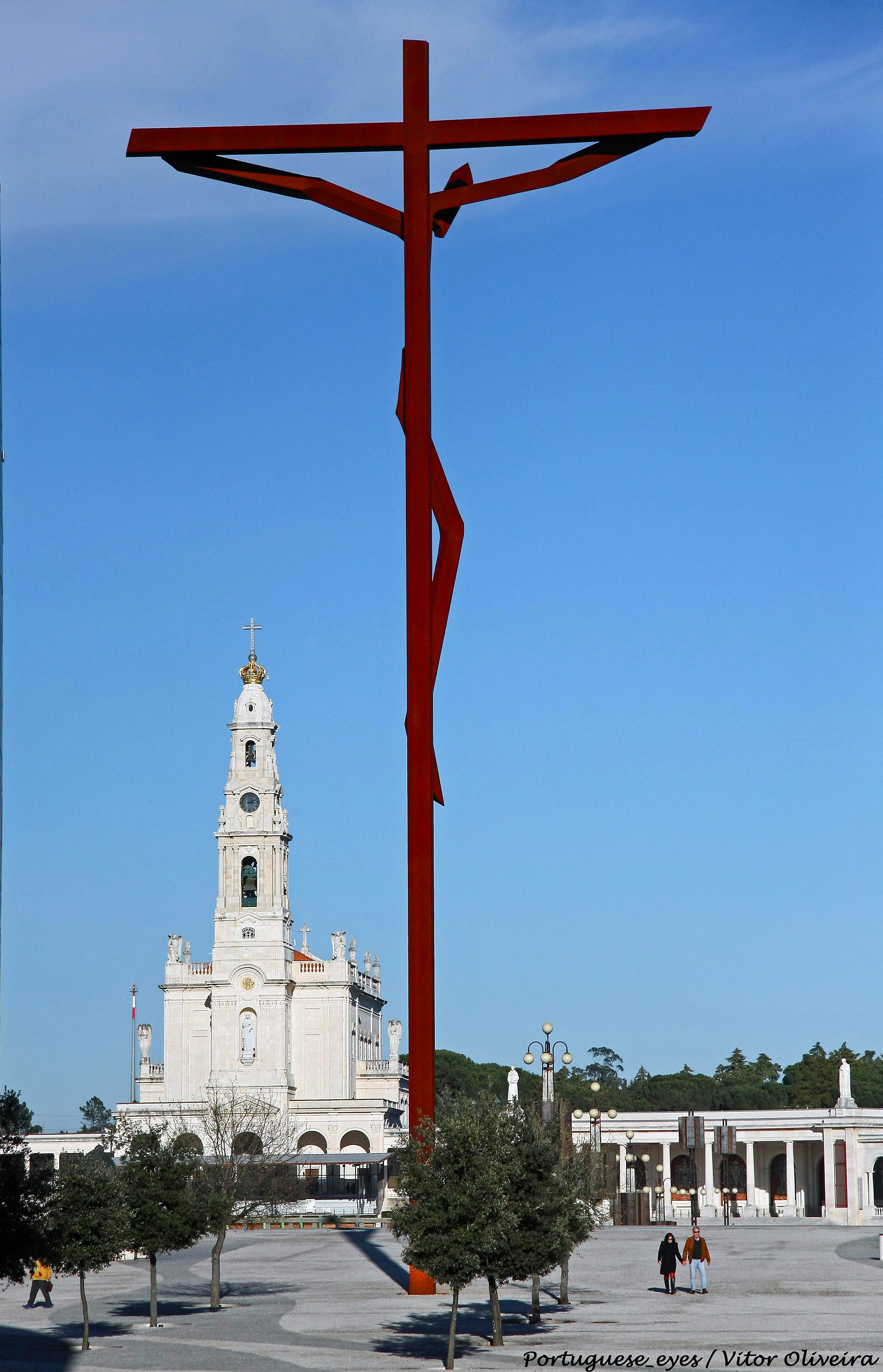
Kruzifix (2007), Fátima/Portugal
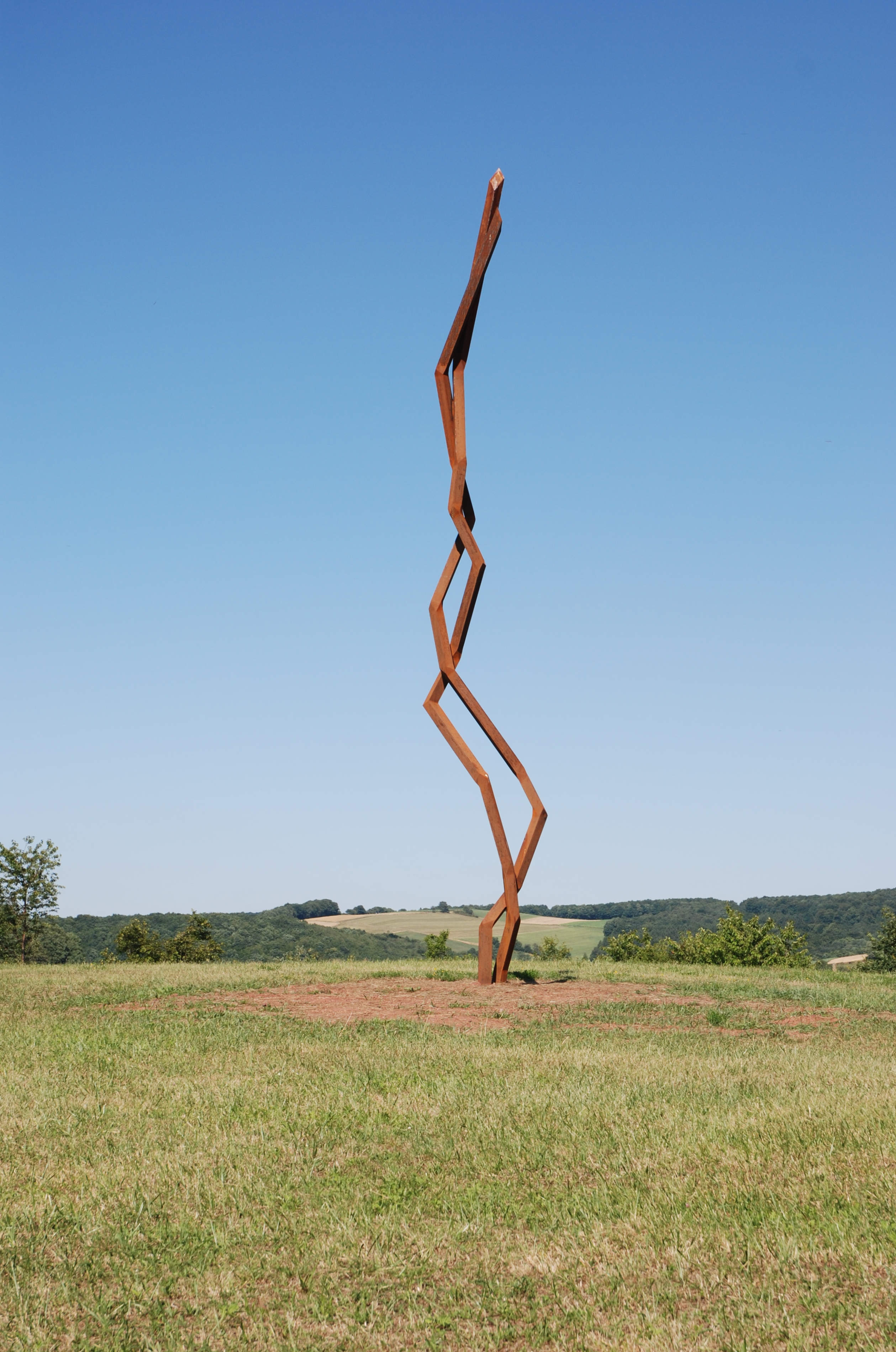
Im Wind (2008), Straße der Skulpturen (St. Wendel).
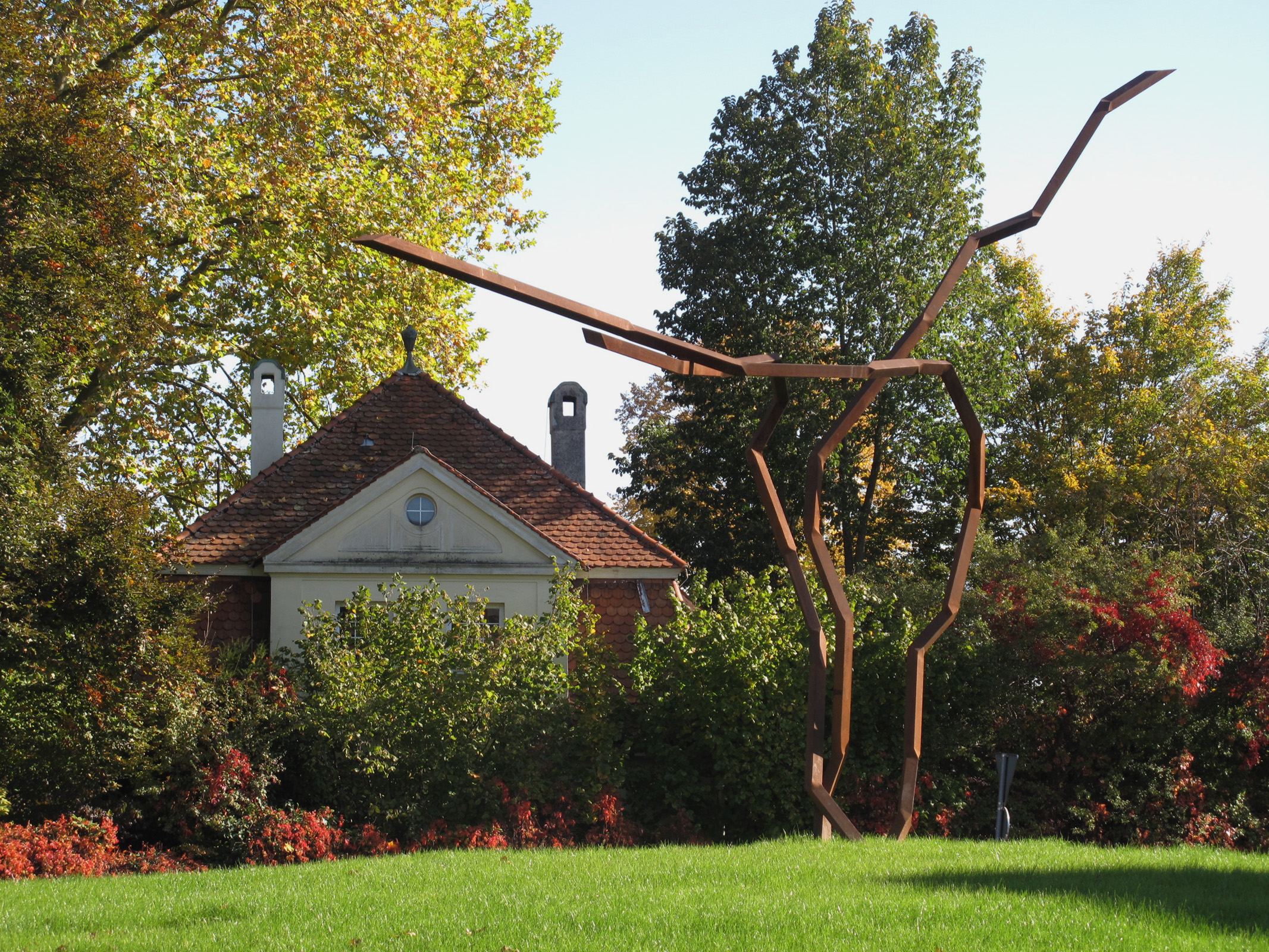
Larag (2009), Augustenkreisel Skulpturen-Rundgang Schorndorf
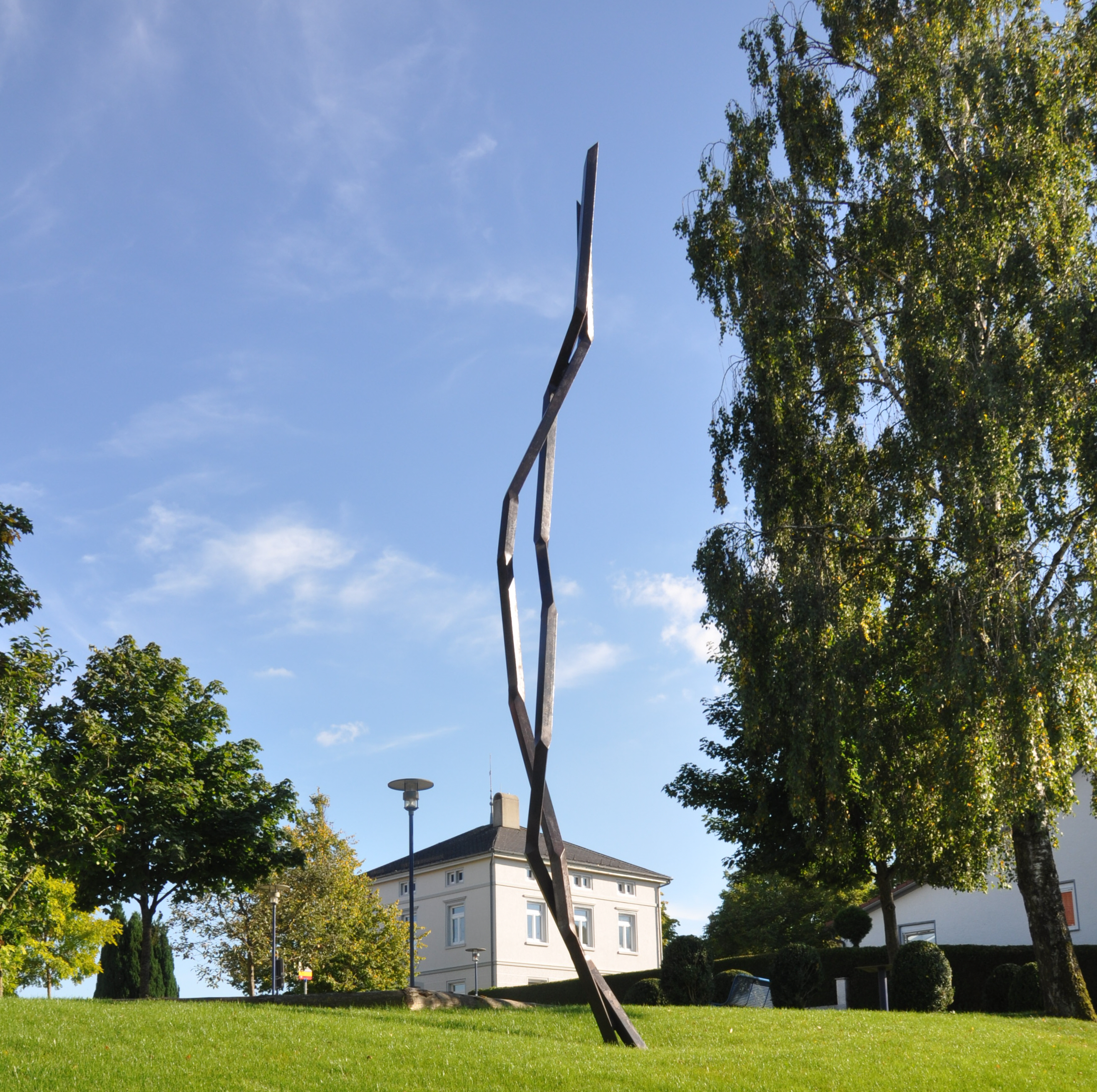
Berger Winde (2009), Rathaus Berg
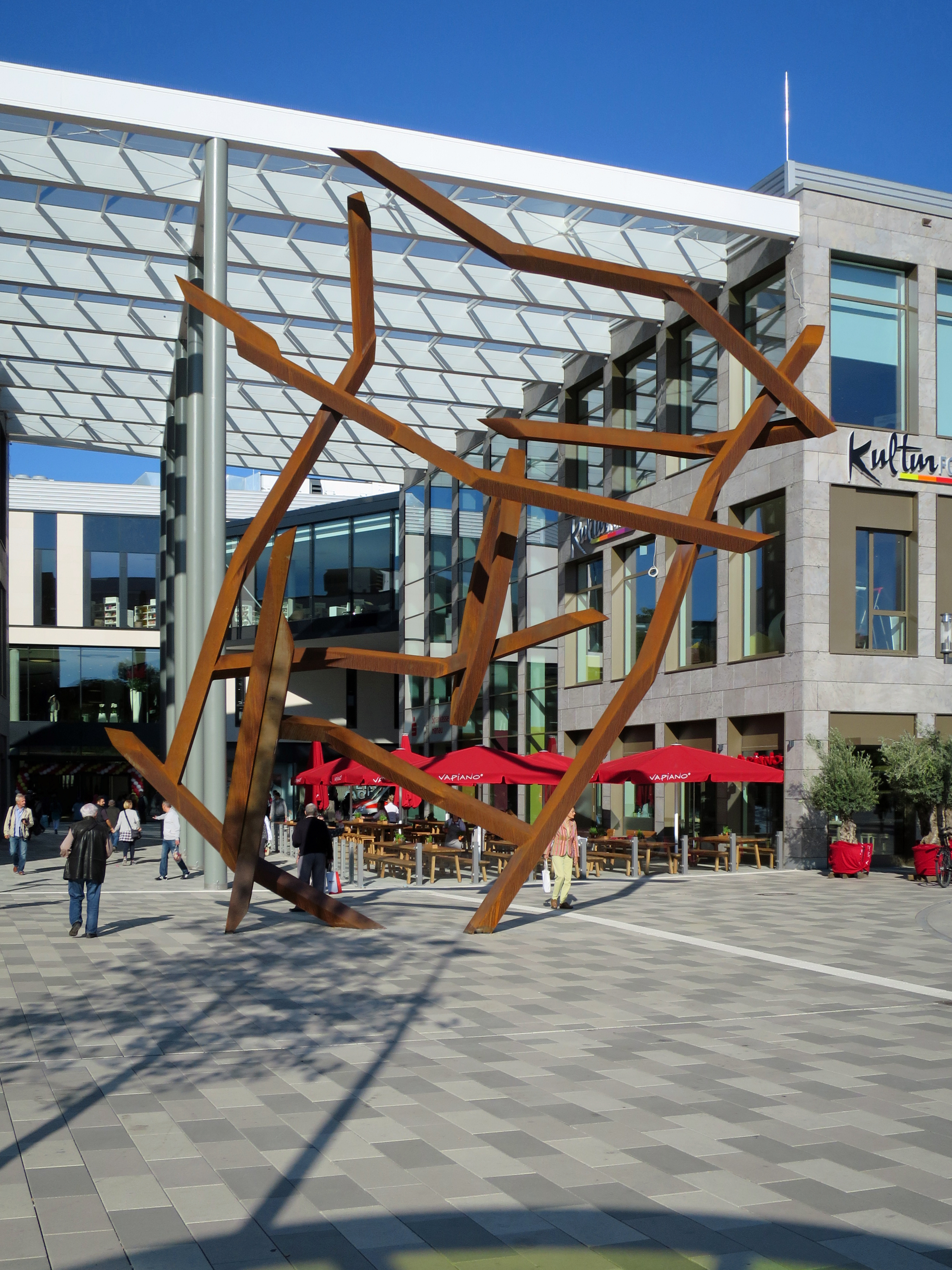
Moritz und das tanzende Bild vor dem Kulturforum in Hanau
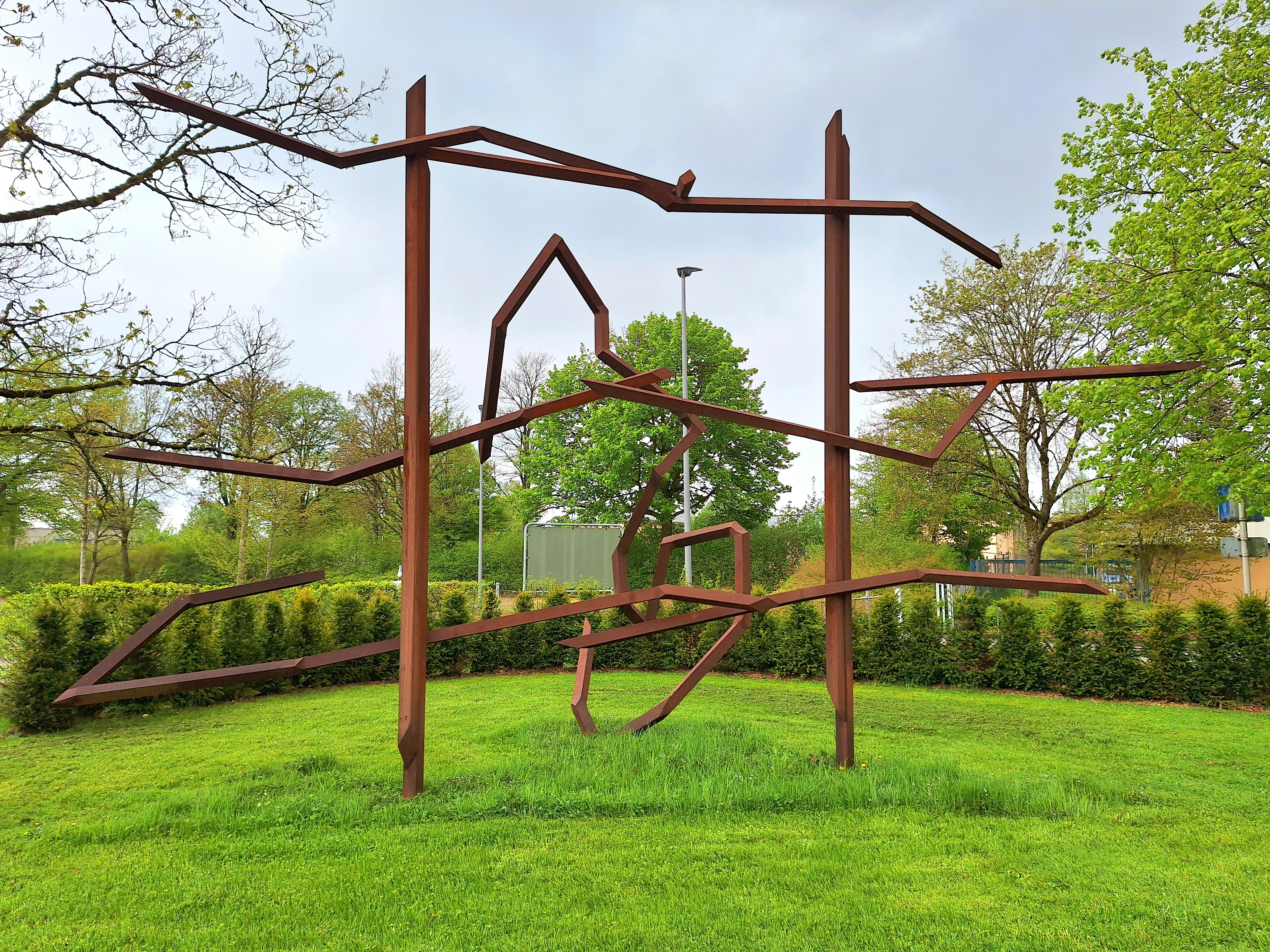
Der Schrei (2023), Hochschule für Polizei, Biberach an der Riß